# Dolores (Petén)
Dolores (en honor a su santa patrona, la Nuestra Señora de los Dolores) es un municipio del departamento de Petén en la República de Guatemala. Su población era de 29,406 habitantes en el año 2018, que disminuyó porque se segregó El Chal en 2014.
Dolores es uno de los poblados más antiguos de Petén, ya que su fundación data de 1708 por el maestre de campo Juan Antonio de Bustamante.
En Dolores existen cinco sitios arqueológicos delimitados por el departamento de monumentos prehispánicos del Instituto de Antropología e Historia los cuales han sido declarados parques nacionales, siendo estos Sacul, Ixtontón, Sukché, Ixkún e Ixtutz. Ixkún, en particular, es un sitio arqueológico maya que fue reportado por Modesto Méndez luego de su regreso de la expedición que lo llevó a Tikal y que contiene la Estela N.º1 considerada como la más grande de Petén. El sitio arqueológico de El Chal estaba también en Dolores, hasta que fue asignado al municipio homónimo que fue segregado de Dolores en 2014.

## División política
| Categoría   | Listado |
| ----------- | --- |
| Caseríos    | - Los caseríos que se ubican en la ruta hacia la cabecera departamental son los siguientes: Yaltutú, Sabaneta, Santo Toribio, Cristo Rey, La Puente, San Juan y El Chal - San Juan parte una carretera de revestimiento hacia el suroeste que comunica con los caseríos de: Agricultores Unidos, Cooperativa La Amistad, Cooperativa Las Flores, El Quetzalito, El Edén, El Esfuerzo, Nuevas Delicias, La Lucha, La Guadalupe, La Oriental I, La Oriental II, y la Verde - Del caserío Colpetén, por carretera de revestimiento hacia el suroeste, está El Consuelo, Santa Rosita y los Encuentros; - Del caserío La Puente hacia el norte están: Santa Cruz, La Esperanza, Pito Real, Río Blanco y San Felipe; - De Sabaneta siguiendo la carretera hacia Melchor de Mencos existen los siguientes caseríos: Santo Domingo, El Ventarrón, El Cabro, Las Delicias, El Limón, La Calzada Mopán, La Cochera, El Romano, La Tarima, El Manantial, Corozal, Miguelón, Champas Quemadas, La Esperanza, Agua Blanca, El Bejucal, El Bombillo, El Calabazal, Playitas y Nuevo Progreso. |
| Comunidades | - De la cabecera municipal de Dolores hacia el oriente: por carretera de terracería se llega a las siguientes comunidades: Mopán 1, Saculté, Xaán, Sacul Arriba, Sacul Abajo, Sacul Ruinas, El Bejucal, El Naranjón, Pedregal, Limones, La Esmeralda, Centro Maya, san marcos y Brisas de Chiquibul; - Por camino de herradura a Mopán II, Mopán III y la Libertad. - Hacia el sur los caseríos Boca del Monte e Ixcoxol por la carretera asfaltada hacia la ciudad de Guatemala. - Hacia el oeste, por camino de herradura, el caserío Chapayal y por último hacia el norte de la población de Dolores, por caminos de herradura, están los parcelamientos El Sos, La Jutera e Ixkún. |

## Geografía  física

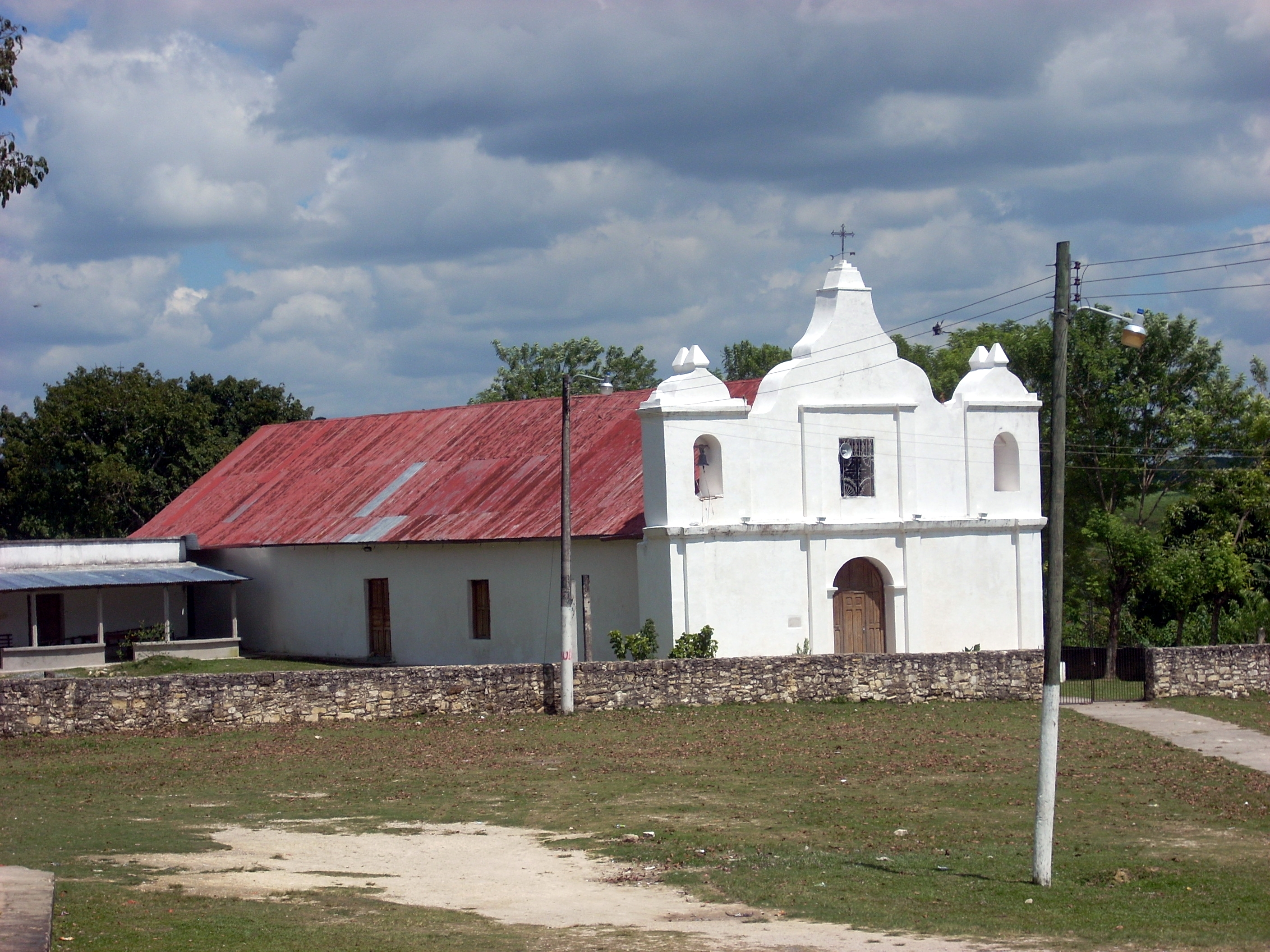
Iglesia colonial de Dolores.

Dolores se encuentra a 401 km de la ciudad de Guatemala; para llegar se debe abordar un bus de las empresas Línea Dorada, Fuente del Norte, ADN o Rápidos del Sur, los cuales se llegan a Dolores después de pasar por San Luis y Poptún. Para llegar por avión debe viajarse 80 km desde el aeropuerto internacional Mundo Maya en Santa Elena con dirección a Ciudad Guatemala (sur). El recorrido en bus desde la capital puede durar aproximadamente 6 horas mientras por vía aérea 45 minutos.
La extensión del municipio es de 3,050 km²; hacia el oriente se extienden la sierra Maya. La altura media del municipio es de 436.52 m s. n. m.

### Clima
Posee dos tipos de clima, en su parte norte es cálido y seco, sin estación bien definida, en el resto del municipio el clima es cálido con inviernos benignos, la temperatura es de veintiocho grados centígrados y mínimo de dieciocho grados centígrados en los meses de marzo, abril y mayo la temperatura sube un poco más de lo normal.

### Hidrografía
| División | Listado |
| -------- | --- |
| Lagunas  | Laguna del Juleke, Colorado, Blanca, El Ocote, Los lagartos                                                            |
| Ríos     | Mopán, San Juan, Xaan, Sacul, El Nib, Salsipuedes, Mokená, Ixtutz, El Puente, El Chiquibul                             |
| Arroyos  | Santa Mónica, Arroyuelo Ixtuz y Chaquiux, Quejayuc, San Martín, Dos Aguadas, Ixkún, La Laguna, Santo Domingo, Sacnicté |
| Pantanos | El Polol, El Pumpal |

### Ubicación geográfica
Dolores se en el departamento de Petén y a 68 km de la cabecera municipal de Isla de Flores.  Sus colindancias son:
- Norte: Santa Ana, Melchor de Mencos, Ciudad de Santa Elena de la Cruz, y Flores, municipios del departamento de Petén
- Oeste: San Francisco y Sayaxché, municipios del departamento de Petén
- Este: Línea de adyacencia con Belice
- Sur: Poptún, municipio del departamento de Petén.[5]

|                               | Norte: Santa Ana Melchor de Mencos Flores Ciudad de Santa Elena de la Cruz |                           |
| Oeste: San Francisco Sayaxché |                                                                            | Este: Línea de adyacencia |
|                               | Sur: Poptún.                                                               |                           |

## Gobierno municipal
Los municipios se encuentran regulados en diversas leyes de la República, que establecen su forma de organización, lo relativo a la conformación de sus órganos administrativos y los tributos destinados para los mismos.  Aunque se trata de entidades autónomas, se encuentran sujetas a la legislación nacional. Las principales leyes que rigen a los municipios en Guatemala desde 1985 son:
| N.º | Ley                                                | Descripción |
| --- | -------------------------------------------------- | --- |
| 1   | Constitución Política de la República de Guatemala | Tiene una regulación legal específica para los municipios en los artículos 253 al 262. |
| 2   | Ley Electoral y de Partidos Políticos              | Ley de carácter constitucional aplicable a los municipios en el tema de la conformación de sus autoridades electas. |
| 3   | Código Municipal                                   | Decreto 12-2002 del Congreso de la República de Guatemala. Tiene la categoría de ley ordinaria y contiene preceptos generales aplicables a todos los municipios, e inclusive contiene legislación referente a la creación de los municipios.             |
| 4   | Ley de Servicio Municipal                          | Decreto 1-87 del Congreso de la República de Guatemala. Regula las relaciones entra la municipalidad y los servidores públicos en materia laboral. Tiene su base constitucional en el artículo 262 de la constitución que ordena la emisión de la misma. |
| 5   | Ley General de Descentralización                   | Decreto 14-2002 del Congreso de la República de Guatemala. Regula el deber constitucional del Estado, y por ende del municipio, de promover y aplicar la descentralización y desconcentración económica y administrativa.                                |

El gobierno de los municipios de Guatemala está a cargo de un Concejo Municipal mientras que el código municipal —que tiene carácter de ley ordinaria y contiene disposiciones que se aplican a todos los municipios de Guatemala— establece que «el concejo municipal es el órgano colegiado superior de deliberación y de decisión de los asuntos municipales […] y tiene su sede en la circunscripción de la cabecera municipal». Por último, el artículo 33 del mencionado código establece que «[le] corresponde con exclusividad al concejo municipal el ejercicio del gobierno del municipio».
El concejo municipal se integra con el alcalde, los síndicos y concejales, electos directamente por sufragio universal y secreto para un período de cuatro años, pudiendo ser reelectos.
Existen también las Alcaldías Auxiliares, los Comités Comunitarios de Desarrollo (COCODE), el Comité Municipal del Desarrollo (COMUDE), las asociaciones culturales y las comisiones de trabajo. Los alcaldes auxiliares son elegidos por las comunidades de acuerdo a sus principios, valores, procedimientos y tradiciones, estos se reúnen con el alcalde municipal el primer domingo de cada mes. Los Comités Comunitarios de Desarrollo y el Consejo Municipal de Desarrollo tiene como función organizar y facilitar la participación de las comunidades priorizando necesidades y problemas.
Los alcaldes que ha habido en el municipio son:
- 2012-2016: Marvin Cruz[7]

## Historia

### Época colonial
Dolores es uno de los poblados más antiguos de Petén, su fundación data de 1708 por el maestre de campo Juan Antonio Bustamante, fecha en que se construyó la iglesia colonial, que fue la única que hubo en todo el departamento. La iglesia se levanta sobre lo que fue una antigua plaza maya prehispánica y es considerada patrimonio cultural de Guatemala desde junio del 2006.
Por su parte, el área que ocupa el moderno estado de Belice, fronterizo con Dolores, nunca fue ocupada por España por lo difícil e inhóspito del terreno y por la lejanía de los centros poblados, aunque se realizaron algunas expediciones exploratorias en el siglo xvi que le sirvieron de base para luego reclamar el área como suya.  Ahora bien, en el siglo xviii Belice se convirtió en el principal punto de contrabando en Centroamérica aunque luego los ingleses reconocieron la soberanía española de la región por medio de los tratados de 1783 y de 1786, a cambio de que se terminaran las hostilidades con España y que los españoles autorizaran a los súbditos de la Corona británica a explotar las maderas preciosas que había en Belice.

### Tras la independencia de Centroamérica
Tras la Independencia de Centroamérica, Petén fue un distrito dependiente del departamento de Verapaz en el recién formado Estado de Guatemala en 1825; en la constitución del Estado de Guatemala que se promulgó en 1825, también se menciona a San Andrés como parte del Circuito de Flores para la impartición de justicia, en el Distrito N.º 6 de Petén; junto a San Andrés pertenecían a ese circuito Flores, San José y San Benito.
El Estado de Guatemala heredó el argumento de España para reclamar el territorio, pese a que nunca envió expediciones al área luego de la independencia debido a las guerras que se produjeron en Centroamérica en la década de 1820.  Por su parte, los ingleses habían establecido pequeños asentamiento en la costa beliceña (La Baliza) desde mediados del siglo xvii, principalmente para bases de bucaneros y luego para explotación maderera; los asentamientos nunca fueron reconocidos como colonias británicas aunque estaban de alguna forma regidos por el gobierno de la Jamaica británica.
Tras la independencia de la región centroamericana Belice se convirtió en la punta de lanza de la penetración comercial británica en el istmo centroamericano; casas comerciales inglesas se establecieron en Belice e iniciaron unas prósperas rutas comerciales con los puertos caribeños de Guatemala, Honduras y Nicaragua.
Los liberales tomaron el poder en Guatemala en 1829 tras vencer y expulsar a los miembros del Clan Aycinena y el clero regular de la Iglesia Católica e iniciaron un reclamo formal pero infructuoso sobre la región beliceña; esto, a pesar de que por otra parte, Francisco Morazán -entonces presidente de la Federación Centroamericana- en lo personal inició tratos comerciales con los ingleses, en especial el comercio de caoba. En Guatemala, el gobernador Mariano Gálvez entregó varias concesiones territoriales a ciudadanos ingleses, entre ellos la mejor hacienda de la Verapaz, Hacienda de San Jerónimo; estos tratos británicos fueron aprovechados por los curas párrocos en Guatemala —ya que el clero secular no había sido expulsado por no tener propiedades ni poder político— para acusar a los liberales de herejía e iniciar una revolución campesina contra los herejes liberales y a favor de la verdadera religión.
En ese tiempo Belice casas comerciales inglesas se establecieron en Belice e iniciaron unas prósperas rutas comerciales con los puertos caribeños de Guatemala, Honduras y Nicaragua.  Luego de la expulsión de los miembros del partido conservador de Guatemala en 1829 por las fuerzas del general liberal Francisco Morazán la situación en Guatemala fue de constantes guerras e invasiones, lo que llevaron a que Soconusco se separara del país y que el Estado de Los Altos lo intentara.  La figura del general Rafael Carrera emergió y logró pacificar al país en 1851;  por ese tiempo, se inició la Guerra de Castas en Yucatán, un alzamiento indígena que dejó miles de colonos europeos asesinados, y los representantes beliceños y peteneros se pusieron en alerta no solamente porque los refugiados yucatecos llegaban huyendo a Petén y a Belice sino que se temía que Carrera, dado su fuerte alianza con los indígenas guatemaltecos, fuera a propiciar las revoluciones indígenas en Centroamérica. Sin embargo, el asunto no pasó a más, y Guatemala entró en una fase de paz y prosperidad a partir de 1851.

### Gobierno de Rafael Carrera; reorganización territorial
El efímero Estado de Los Altos fue autorizado por el Congreso de la República Federal de Centro América el 25 de diciembre de ese año forzando a que el Estado de Guatemala se reorganizara en siete departamentos y dos distritos independientes el 12 de septiembre de 1839:
- Departamentos: Chimaltenango, Chiquimula, Escuintla, Guatemala, Mita, Sacatepéquez, y Verapaz
- Distritos indepentientes: Izabal y Petén[11]

Tras acabar con el Estado de Los Altos, el general Rafael Carrera llegó al poder en 1840 y no solamente no continuó con los reclamos sobre el territorio beliceño, sino que estableció un consulado guatemalteco en la región para velar por los intereses de Guatemala en ese importante punto comercial.  El comercio beliceño fue preponderante en la región hasta 1855, en que los colombianos construyeron un ferrocarril transoceánico en Panamá, permitiendo que el comercio fluyera más eficientemente en los puertos del Pacífico guatemalteco; a partir de este momento, Belice empezó a declinar en importancia.

### Guerra de Castas de Yucatán
Cuando se inició la Guerra de Castas en Yucatán —alzamiento indígena que dejó miles de muertos— los representantes beliceños y guatemaltecos se pusieron en alerta; los refugiados yucatecos llegaban huyendo a Guatemala y a Belice e incluso el superintendente de Belice llegó a temer que Carrera -dado su fuerte alianza con los indígenas guatemaltecos- estuviera propiciando las revoluciones indígenas en Centroamérica. En la década de 1850, los ingleses demostraron tener buena voluntad hacia los países centroamericanos: se retiraron de la Costa de los Mosquitos en Nicaragua e iniciaron negociaciones que resultarían en la devolución del territorio en 1894, regresaron las Islas de la Bahía a Honduras e incluso negociaron con el filibustero estadounidense William Walker en un esfuerzo para evitar que este invadiera Honduras tras apoderarse de Nicaragua. Y, finalmente, firmaron un tratado sobre la soberanía de Belice con Guatemala —-tratado que ha sido reportado desde entonces en Guatemala como el mayor error del gobierno conservador de Rafael Carrera.

### Tratado Wyke-Aycinena: límites de Belice-Guatemala
La frontera de Dolores con Belice fue delimitada por medio del tratado Wyke-Aycinena establecido entre el gobierno del general Rafael Carrera por intermedio de su Ministro de Relaciones Exteriores, Pedro de Aycinena el 30 de abril de 1859;  en esa época, Pedro de Aycinena, como Ministro de Relaciones Exteriores de Guatemala, se había esforzado en mantener relaciones cordiales con la Corona británica. En 1859, la amenaza de William Walker se presentó nuevamente en Centroamérica, el gobierno de Carrera tuvo que cederle el territorio de Belice al Imperio Británico para evitar que este siguiera ampliando sus posiciones en territorio guatemalteco, además, que ya tenía un centro comercial y de contrabando en la costa del mismo. El 30 de abril de 1859 se celebró la convención entre los representantes de Gran Bretaña y Guatemala para definir los límites con Belice, tras la cual se emitió un decreto en el que Guatemala se vio favorecida en el artículo séptimo, que estipulaba que Inglaterra abriría por su cuenta una vía de comunicación terrestre de la ciudad de Belice hasta la ciudad de Guatemala, cosa que los británicos no cumplieron.  Este tratado ha sido reportado desde entonces en Guatemala como el mayor error del gobierno conservador de Rafael Carrera y en la actualidad no tiene validez.

## Recursos naturales
Entre los recursos naturales están el suelo, el agua, minerales, la flora, la fauna y todo lo que la naturaleza provee.

### Flora
Hay grupos de plantas como lianas, helechos, bejucos y plantas artesanales, se cuenta con plantas medicinales, flores diversas, también hay madera preciosa, de primera y segunda clase.

### Plantas medicinales
Entre las plantas medicinales están, bejucos de pimienta, bejucos de guaco, calche, copal pom, bálsamo negro, zarzaparrilla, palo de vida.

### Fauna
Aunque en peligro de extinción en los bosques de Dolores pueden encontrarse algunas especies como: danta o tapir, micoléon, mico araña, tigrillo, venado cola blanca, huitzitzil o cabrito, pajuil, codorniz manchada, gallina de agua, halcón peregrino, puma, armadillo, perico ligero, perro de agua, ardilla, tepezcuintle, mapache, pizote.

## Arqueología

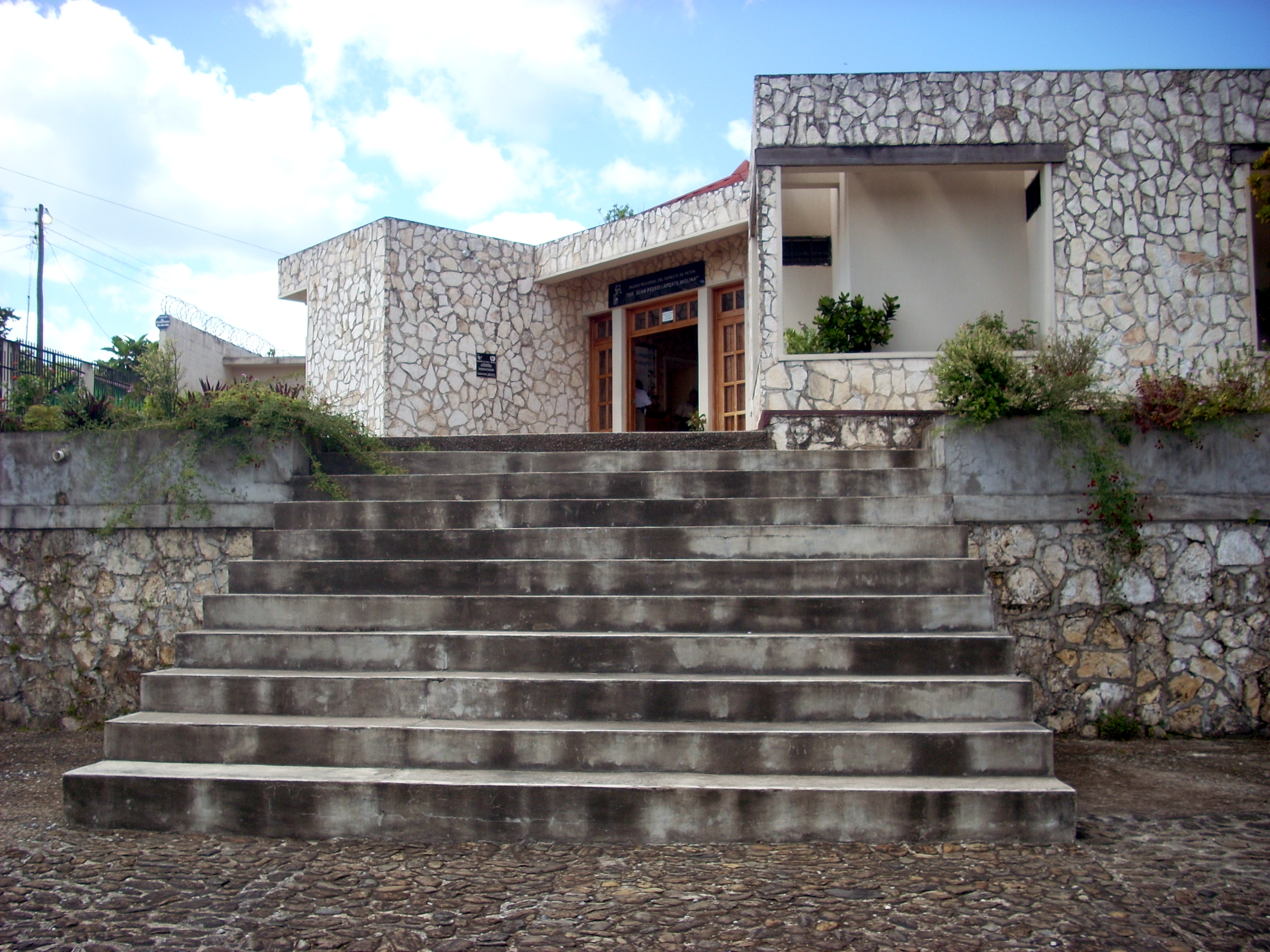
El Museo Regional del Sureste de Petén.

En Dolores existen seis sitios arqueológicos reconocidos por el Departamento de Monumentos Prehispánicos del Instituto de Antropología e Historia, los cuales han sido declarados parques nacionales; los sitios arqueológicos son: Sacul, Ixtontón, Sukché, Ixkún, Ixtutz y El Chal.  A partir de 1986, el programa Atlas Arqueológico de Guatemala ha registrado, mapeado e investigado los sitios arqueológicos de la región del sureste de Petén, dicho programa a través de los años se ha constituido como el único programa arqueológico regional de todo el departamento y del país, por lo que a la fecha se han registrado 382 sitios arqueológicos nuevos, en zonas tan variadas como los municipios de Dolores, Poptún, San Luis, Melchor de Mencos, Santa Ana, Flores, San Andrés, San Francisco y la región este de Sayaxché.

### Ixkún, lugar de grandes batallas

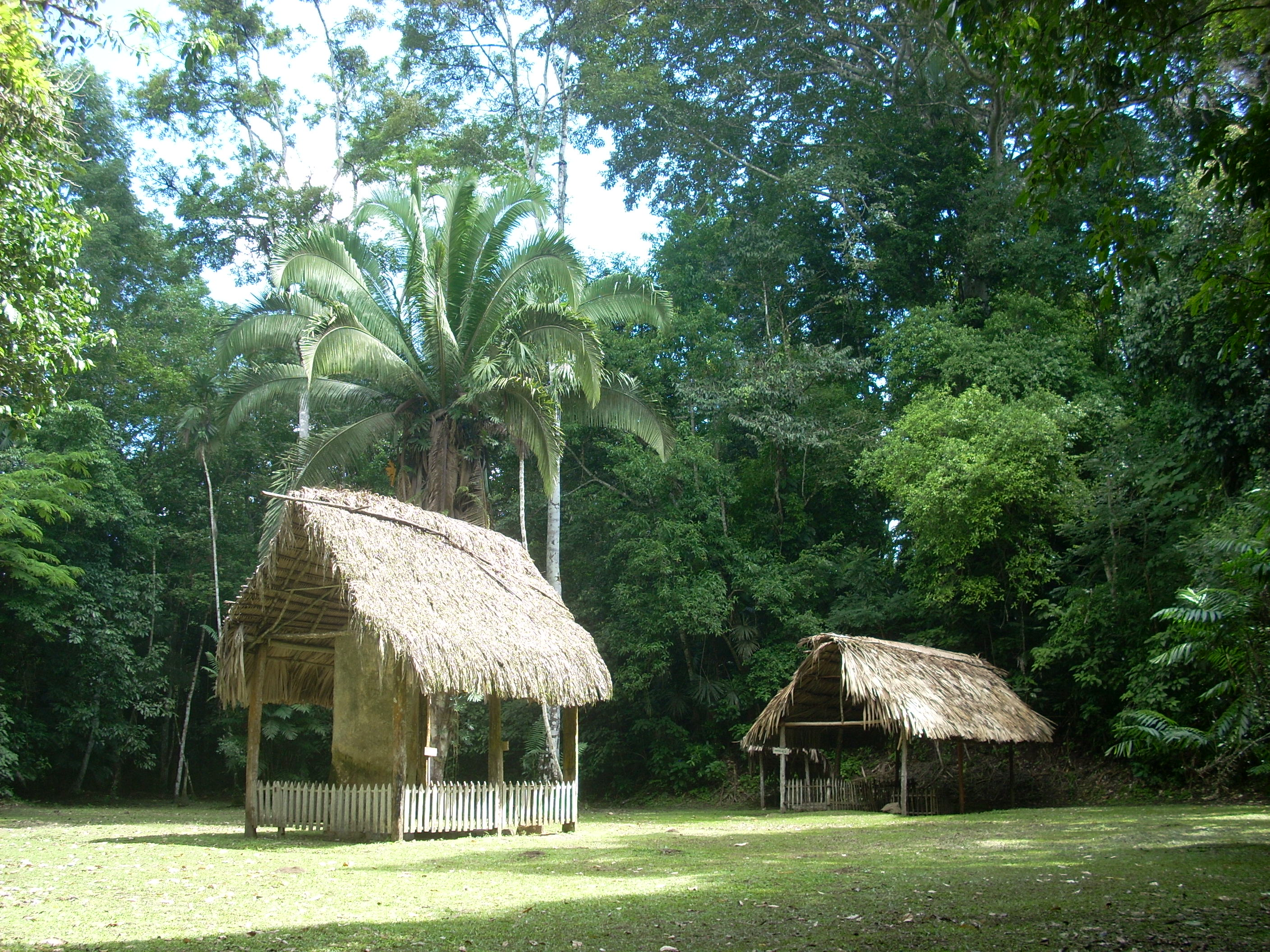
Vista de Ixkún.

Fue un sitio de importancia política, según los vestigios encontrados: En 1847 fue reportado por Modesto Méndez luego de su regreso de la expedición que lo llevó a Tikal, durante esta primera visita se registra el sitio y se realizan los primeros dibujos de la Estela # 1 considerada como la más grande de Petén. El sitio arqueológico Ixkún está ubicado en un extenso valle a 6 km de distancia de la cabecera municipal de Dolores, rodeado de cientos de montículos. El nombre de Ixkún se deriva del vocablo maya-mopán ix, maíz y kun, sagrado o cocido, o sea «Maíz Cocido Sagrado».

## Educación pública
La primera escuela fue creada en el año 1860 a 1870, los catequistas daban las enseñanzas, hasta el año 1889, aparecieron los primeros maestros, José Palacios, Miguel Castellanos y José María Obando quienes impartieron varios años en el departamento. Datos oficiales de la Escuela Urbana de Dolores aparecen en el archivo general de Centroamérica donde en un oficio de fecha 16 de julio de 1920 se observa presupuesto asignado a la instrucción pública del municipio con 450 pesos siendo presidente de Guatemala Carlos Herrera.
En el año 1977-1978 el maestro Erwin López con la colaboración del señor Ascensión Heredia Gongóra se fundó el Instituto Mixto de Educación Básica. En la actualidad hay más de setenta establecimientos escolares, de los cuales, los más recientes funcionan por cooperativas.
En el año 1978, la educación pre primaria inicia en el municipio de Dolores, Petén, funcionando anexa a la Escuela Oficial Rural Mixta Barrio El Cetro, obteniendo un buen número de alumnos. A medida que la población crece, surge la necesidad de incrementar más centros educativos en los barrios del casco urbano, y por consiguiente en el área rural.
En los siguientes años fue creado el Instituto NUFED No.9 que brinda oportunidad a los jóvenes del área rural, la gestión de éste estuvo a cargo del profesor Andilio Chub; a partir del año l998, inició sus labores educativas el Colegio Liceo Educativo Arte y Cultura, con la carrera de magisterio, actualmente ha crecido la demanda de crear nuevas carreras, así mismo podemos hacer mención de la oficialización del Instituto Nacional de Educación Básica antes llamado Instituto municipal, también se cuenta con el Colegio Ixtanché, el Colegio San Martín de Porres, que ofrece la carrera de Turismo, este fundado por el Sacerdote Jorge Pitalis, en el año 2009 por gestiones del profesor Byron Antonio Balona Heredia, inicia sus labores educativas la primera en llegar al municipio: la Universidad Panamericana, brindando las carreras de profesorado de enseñanza media en ciencias sociales, técnico en auditoría, trabajo social, entre otras. En el año 2015 por iniciativa del profesor Byron Antonio Balona Heredia, evaluando las opciones de superación de los jóvenes de escasos recursos económicos inició las gestiones del Colegio Mixto Privado Nuestra Señora de los Dolores. Con la opción carreras diferentes, el objetivo en sus inicios era fuera municipal más debido a las nuevas políticas educativas del Mineduc no se logró de esa manera, motivos por el cual el profesor Byron Antonio Balona Heredia continuó las gestiones para que el funcionamiento fuera privado, mas no perdiendo el sentido humanista de apoyo a jóvenes de escasos recursos y cobrando menos de las colegiaturas aprobadas en la resolución emitida por el Ministerio de Educación. Ante ello podemos evidenciar el apoyo e iniciativa del profesor Byron Antonio Balona Heredia, para con el desarrollo educativo del tricentenario del municipio de Dolores el cual aún no cuenta con un establecimiento público en el nivel Diversificado y del cual también ha mencionado tratará de ver las posibilidades para ver un mejor futuro en el ámbito educativo de los jóvenes para así tener un mejor futuro ante las exigencias del mundo global y en beneficio de sus comunidades y familias.

## Salud
Dolores cuenta con un centro de salud instalado por el Ministerio de Salud Pública y Asistencia Social, ahora hay cuatro puestos de salud donde se atienden emergencias o curaciones, salvo en caso de gravedad se trasladan a San Benito o Poptún.

## Cultura

### Idiomas
Los idiomas que se usan más en Dolores es el español y el maya mopán, en el caserío Monte de los Olivos se habla el q'eqchi'.

### Tradiciones
Algunas tradiciones como la chorreada de las velas y la enhiladera de flores en el mes de mayo, ya han desaparecido, conforme los años, pero aún se conservan algunos bailes como: el baile de Huastecos, los Enanos, el Sombrerón, El Caballito del Tío Vicente, La Chatona, el Venado y el Baile del Diablo.

### Leyendas sobre espantos
Hay unas cavernas en el municipio poco exploradas, y se escuchan muchas leyendas, como de seres invisibles, ruidos extraños, gritos espeluznantes y voces de ultratumba, por ejemplo:
1. En los cerros Pimienta se oía todos los viernes el canto de un gallo en la parte más alta de las serranías donde no llegaba ningún ser humano.
2. En las serranías del Mopán, cuando se aproximaba un temporal el río iba a crecer se escuchaban retumbos de disparos de cañón y el ladrido de un perro.
3. En la caverna del Molde, cerca del arroyo Toxecal, se oía el bramar del jabalí, que parecía estar a pocos metros de distancia.
4. En los cerros de Ixtutz, cerca de las ruinas, se oían grandes berridos y bramidos que venían del fondo de la tierra, muchos dicen que eran de un animal llamado Tzitzimit.
5. En un lugar que se llamaba el Pu'uk, dicen que dentro de una cueva y en el suelo vieron huellas frescas de un ser humano, en estos tiempos todo era selva virgen y solo caminaba por estos rumbos el hombre conocedor de las montañas.

La llorona, que se cree salía por la cuesta donde hoy es el museo regional.
El ruido de alguien arrastrando cadenas, que se escuchaba salía del cementerio las arrastraba por las calles del centro del municipio.
Las creencias de los abuelos sobre el silbido de la lechuza (soch) que cuando este pasa en las noches y silba decían que iba morir alguien.

### Feria Titular
Se celebra la feria titular del 23 al 31 de mayo de cada año en honor a la virgen de Dolores. Durante los nueve días se hacían bailes populares en los que todo el que quería tomaba parte sin pagar nada, porque los gastos corrían a cuenta del dueño del día.
El comité Pro-feria titular es el encargado de organizar, programar y realizar todas las actividades: elección y coronación de la reina, bailes populares y tradicionales, actos culturales, jaripeos, deportes y otros.
La coronación de la reina de la feria tiene lugar el día 27 de mayo de cada año y normalmente se efectúa este evento en la cancha acústica de la municipalidad. Durante los días de la feria titular hay bailes sociales amenizados por conjuntos musicales.
Las actividades folclóricas en el municipio de Dolores se han conservado a través del tiempo.

### Música
Los nativos del municipio, se han identificado por su inclinación a la música. Entre los músicos reconocidos del municipio está Jesús Aldana Hoil, Rufilo Guzmán, los hermanos Hermelindo Heredia, Juan Carlos Heredia, Gonzalo Heredia, éstos hijos de don Asención Heredia Góngora, José Abraham Hoil, Otilio Corzo, Oswaldo Hoil, Bartolo Cunil, Joselino Castro, Melitón Hoil.  Existe en la cabecera municipal un grupo musical integrado por originarios del municipio y dirigido por el profesor de música Aroldo Enrique Hoíl Obando. Este grupo se llama Tangara (1994_1995) siendo reconocido por la ejecución de música variada popular.
Se cuenta con el grupo musical Jade que nació en febrero de 2009 dirigido por el profesor Aroldo Enrique Hoil Obando y a cargo del profesor de enseñanza media Douglas Renato Roberto Arriaza Contreras los cuales interpretan música de tipo duranguense, cumbia y punta, del gusto del público.

## Economía

### Agricultura y ganadería
El municipio de Dolores sigue siendo eminentemente agrícola. Los métodos que se usan en la agricultura son los mismos de sus antepasados: tumba, roza, quema y siembra con macana. En 1998 el 70% se dedicaba a la siembra y cultivo de granos básicos el 20% a la crianza de ganado va cuno y caballar, el resto en el comercio. La producción de granos sobrepasa las necesidades de la población, por esto venden sus granos en Guatemala, la producción de maíz se calcula de 2.500 t de maíz y 250 t de frijol.
Al año sacan dos cosechas de maíz y frijol. Se cultiva en poca escala tomate y hortalizas, además de los cultivos tradicionales se producen plátanos, bananos, cítricos, pepitoria, calabazas, sandía y otros.
En la actualidad, la actividad ganadera en el municipio se desarrolla aceleradamente, se calcula que hay alrededor de 30,000 cabezas de ganado en todo el municipio, en las fincas y haciendas de la cabecera, los caseríos al oriente de ésta y los sectores de San Juan, El Chal y Calzada Mopán son productores de ganado. En la actualidad podemos hacer mención que el progreso ha ido en aumento gracias a la fuentes de empleo que se ha creado por medio de las diferentes entidades entre ellas Atlas Arqueológico de Guatemala, que fue una de las primeras instituciones que ayudó a que muchos nativos tuvieran mejores condiciones de vida, al MINEDUC porque actualmente el casco Urbano está compuesto en su mayoría por profesionales en educación (maestros) así mismo el comercio ha aumentado en los últimos años.

### Comercio
Los pobladores de Dolores vende sus granos básicos en la capital, y compran sus artículos de primera necesidad fuera del municipio. Las principales tiendas o centros de comercio están asentados en la cabecera municipal, las principales fuentes de ingresos de los campesinos es la venta de granos y algunos artículos manufacturados.

## Infraestructura y servicios públicos

### Energía eléctrica
En noviembre del año 1951 se inauguró el primer alumbrado eléctrico, siendo alcalde municipal don Medardo Eradio Contreras Valle. Este servicio actualmente está a cargo de una empresa privada y para los habitantes del municipio de Dolores, Petén ha sido de gran importancia para impulsar el desarrollo económico del municipio.

### Servicio Telefónico
Actualmente la población cuenta con el servicio telefónico que prestan varias empresas privadas, así como telefonía móvil celular.

### Servicios de agua entubada
Actualmente la población cuenta con el servicio de agua entubada (potable).

### Oficina de correos
El 18 de octubre de 1895 se estableció por primera vez una oficina postal de tercer orden. El 4 de junio de l949 cambió a cuarta categoría. Actualmente la población cuenta con una oficina de correo de una empresa privada.

### Infraestructura hotelera
En el municipio actualmente existen 7 hoteles, ubicados en la Cabecera Municipal y en la aldea del Chal. Actualmente en la cabecera municipal de Dolores, podemos hacer mención del Hotel mi recuerdo en la calle principal, hospedajo los Almendros frente al Juzgado de Paz, entre otros hospedajes que se encuentran en el centro del municipio. Dolores, es uno de los municipio menos delictivos del departamento.

### Sistema Vial
En 1960 fue inaugurada la carretera balastrada entre Poptún y Flores la cual conecta al municipio con el resto del país. El municipio de Dolores está comunicado con el resto de municipios del departamento de Petén, por medio de una red vial interna, que en su mayoría están balastradas y son transitables en toda época del año, las cuales contribuyen a fortalecer el desarrollo económico y social del municipio.
En el año 2000 se pavimentó la carretera que comunica a Flores y Poptún y en esta misma oportunidad se asfaltó la calzada y calles del centro del municipio de Dolores.

### Transporte
Existe en el municipio servicio de transporte de carga o de pasajeros. El primero se realiza a través de camiones del lugar o de afuera.
Entre las empresas de transporte que prestan el servicio en Dolores se encuentran: Fuente del Norte, Pinita, María Elena, Del Rocío, la asociación de microbuseros y todos los transportes que viajan a la capital.

### Instituciones en el municipio
En el municipio tienen sede: Policía Nacional Civil, Atlas Arqueológico de Guatemala, Inspectoría de Monumentos del IDAEH. Por otro lado existen instituciones que desarrollan actividades dentro del municipio aunque sus sedes se encuentra fuera de éste como: SEGEPLAN, proyecto CATIE/PROSELVA, INAB y CONAP.